# Salinas de Ibargoiti
Salinas de Ibargoiti (en euskera y cooficial Getze Ibargoiti) es una localidad y un concejo de la Comunidad Foral de Navarra (España) perteneciente al municipio y valle de Ibargoiti, situado en la Merindad de Sangüesa, en la comarca de Aoiz y a 22 km de la capital de la comunidad, Pamplona. Su población en 2023 fue de 154 habitantes (INE). Salinas forma parte de la Mancomunidad de la Comarca de Pamplona.

## Historia

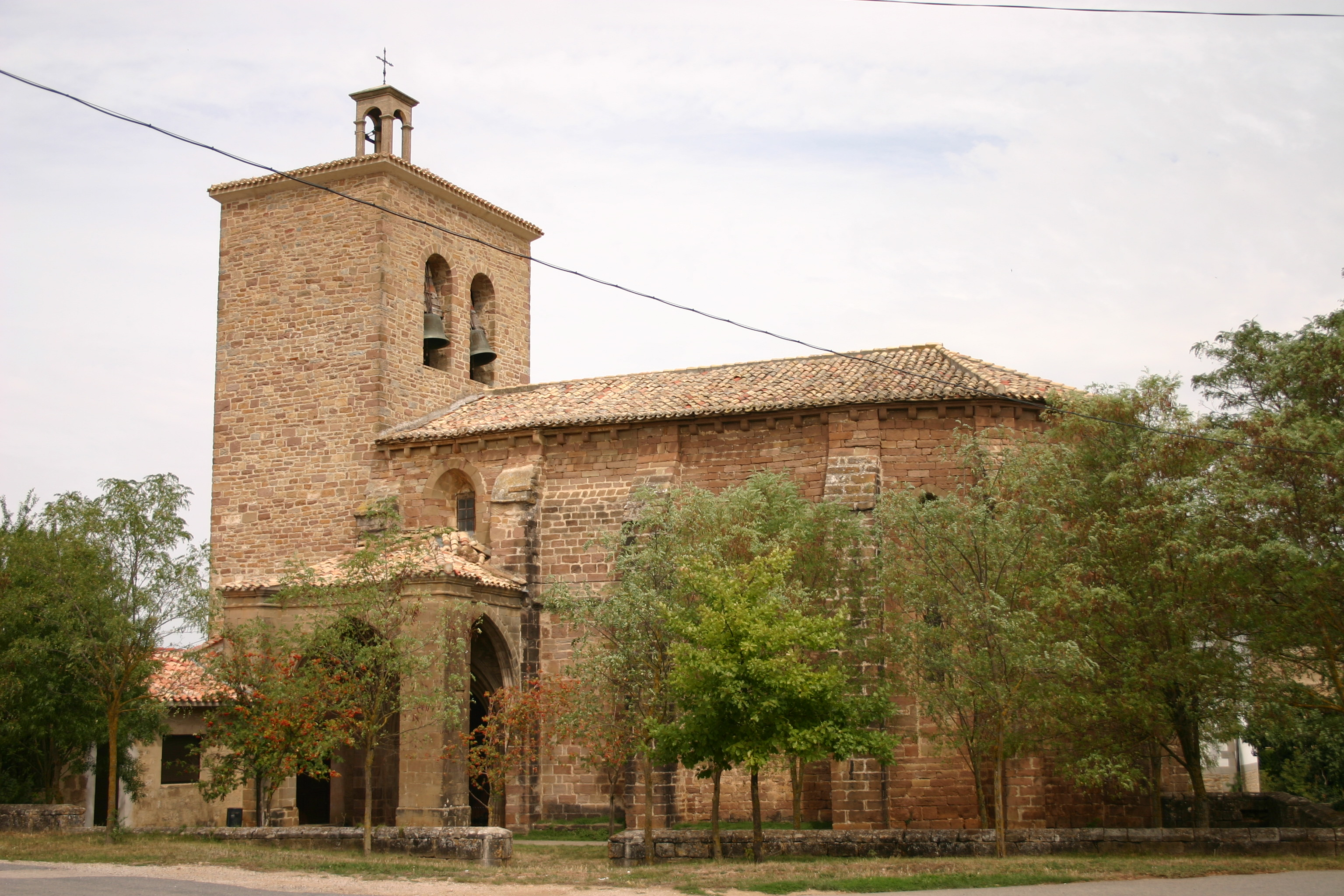
Iglesia de San Miguel.

Salinas de Ibargoiti cuenta con una iglesia románica, y se encuentra situado cerca del ya abandonado convento de Elizaberria (en euskera, iglesia nueva) datado en el siglo X. Salinas ha sido durante siglos (desde el siglo XV, que se conozca) un pueblo comerciante de sal (de ahí su nombre) procedente de sus pozos. Sus fiestas patronales en honor a San Miguel se celebran cada año a finales del mes de septiembre.

## Demografía
| 2000 | 2001 | 2002 | 2003 | 2004 | 2005 | 2006 | 2007 | 2008 | 2009 | 2010 | 2011 | 2012 | 2013 | 2014 | 2015 |
| ---- | ---- | ---- | ---- | ---- | ---- | ---- | ---- | ---- | ---- | ---- | ---- | ---- | ---- | ---- | ---- |
| 91   | 90   | 96   | 96   | 101  | 105  | 115  | 123  | 121  | 120  | 125  | 123  | n/d  | 125  | 131  | 137  |

## Idioma
Actualmente, Salinas se encuentra entre los municipios integrantes de la zona no vascófona de la comunidad, aunque gracias al acuerdo publicado el cuatro de marzo del 2009, Salinas ha pasado a denominarse en castellano y euskera de forma cooficial, Salinas de Ibargoiti en lengua castellana, y Getze Ibargoiti en euskera. Hasta el siglo XIX el euskera fue una lengua hablada en estos parajes, y así lo demuestran numerosos topónimos de la zona, como Butxukoa o Ilarkoa, que según las investigaciones del departamento de riqueza territorial del Gobierno de Navarra, proceden del Euskera.

## Costumbres
Salinas es un pueblo con gran tradición deportista, sin comparación posible con ningún otro. Cuenta con deportistas de élite, dos olímpicos, Ricardo Etxarte (judo) y Marta Mendia (atletismo), himalayistas con 4 ochomiles, Ricardo Valencia, futbolistas de 1ª división, Ángel Lekunberri, un equipo de fútbol 3 veces campeón de 1ª regional y Nahia Valencia campeona del Conquistador 2021.
Aunque tampoco se descuidan las antiguas tradiciones, ya que cada año los habitantes de este pueblo viajan hasta la ermita del Santo Cristo de Catalain, situada en la localidad de Garínoain. Otras de las famosas tradiciones de Salinas es el Día de la trilla. Celebrado una vez al año en el mes de julio, esta costumbre consiste en la demostración de la siega en la forma que antiguamente se hacía.
Otro ibargoitiarra conocido en Navarra y Euskadi es Fermín Balentzia, cantante y compositor.

## Comunicaciones
Por carretera, Salinas se sitúa a la altura de la salida 22 en la A-21 (autovía del Pirineo), a unos 22 kilómetros de Pamplona y a unos 90 de Jaca. Por otro lado, una línea diaria de autobús público operado por la empresa de autobuses La Veloz Sangüesina cubre la ruta Pamplona-Sangüesa-Cáseda, pasando por Salinas una media de 6,8 veces al día.
| Tabla de horarios de La Veloz Sangüesina (febrero de 2011) | Tabla de horarios de La Veloz Sangüesina (febrero de 2011) | Tabla de horarios de La Veloz Sangüesina (febrero de 2011) | Tabla de horarios de La Veloz Sangüesina (febrero de 2011) |
| ---------------------------------------------------------- | ---------------------------------------------------------- | ---------------------------------------------------------- | ---------------------------------------------------------- |
| Ruta                                                       | Lunes-Viernes                                              | Sábados                                                    | Domingos                                                   |
| Pamplona-Salinas                                           | 13:00; 15:30; 17:00; 20:00                                 | 13:00; 15:30; 20:00                                        | 20:15                                                      |
| Salinas-Sangüesa                                           | 13:25; 15:47; 17:20; 20:22                                 | 13:25; 15:47; 20:22                                        | 20:37                                                      |
| Salinas-Cáseda                                             | 13:25; 20:22                                               | 13:25; 20:22                                               | 20:37                                                      |
| Sangüesa-Salinas                                           | 6:45; 8:00; 14:38; 18:45                                   | 8:00; 14:38; 18:45                                         | 19:28                                                      |
| Cáseda-Salinas                                             | 7:35; 14:20                                                | 7:35; 14:20                                                | 19:00                                                      |
| Salinas-Pamplona                                           | 7:20; 8:26; 15:03; 19:04                                   | 8:26; 15:03; 19:04                                         | 19:47                                                      |

## Deportes
Durante 3 temporadas, entre 1994 y 1996, se fundó el Club Deportivo Salinas de Ibargoiti que disputó partidos en la Primera Regional de Navarra.